# Alfred von Larisch (Staatsmann)
Alfred Karl August von Larisch (* 17. November 1819 in Kümmritz; † 11. Oktober 1897 ebenda) war sachsen-altenburgischer und dann anhaltischer Staatsminister und Gutsbesitzer.

## Leben

### Herkunft
Alfred war ein Sohn des preußischen Majors a. D. Georg Karl Heinrich von Larisch (1786–1858) und dessen Ehefrau Ida, geborener von Stammer (1798–1876) aus dem Hause Görlsdorf. Sein jüngerer Bruder Karl (1824–1903) war preußischer General der Kavallerie.

### Karriere
Larisch besuchte das Gymnasium in Luckau und studierte anschließend an den Universitäten Bonn und Berlin Rechts- und Kameralwissenschaften. 1838 wurde er Mitglied des Corps Borussia Bonn. Nach dem Studium war er zunächst Referendar und Assessor in Potsdam. Von 1848 bis 1853 war er Landrat des Landkreises Zeitz. Von 1853 bis 1867 war er Staatsminister in Sachsen-Altenburg. Er verfolgte eine reaktionäre Verfassungs- und Gesetzgebungspolitik. Von 1868 bis 1875 war er Staatsminister in Anhalt. Er war Mitglied des Bundesrats. 1875 trat er in den Ruhestand ein und lebte seitdem auf dem Familiensitz Kümmritz, dessen Besitzgröße kurz vor seinem Tode im Handbuch des Grundbesitzes mit 477,16 ha angegeben ist.
Die Universität Jena verlieh Larisch die Ehrendoktorwürde eines Dr. jur. h. c.

### Familie
Larisch hatte sich am 8. Juli 1850 in Auligk mit Marie von Wolffersdorff (1821–1882) verheiratet, Tochter der Auguste von Beulwitz und des Eduard von Wolffersdorff-Endschütz. Aus der Ehe gingen folgende Kinder hervor:
- Marie Margarete (* 1852) ⚭ 6. Mai 1897 ihren Schwager Friedrich von Trotha, preußischer Oberstleutnant a. D.
- Marie Alexandra (* 1856) ⚭ 21. Juni 1884 Christian von Rohr, preußischer Oberstleutnant a. D.
- Ernestine Johanne Marie (1860–1944) ⚭ 24. September 1887 ihren Onkel Karl von Larisch (1824–1903), preußischer General der Kavallerie

Viele weitere Nachfahren wurden hohe Offiziere, so u. a. die Enkel Otto von Rohr, er fiel als Oberst am 22. Juni 1941, oder dessen jüngerer Bruder Hanns von Rohr, er wurde Generalmajor.